# Strzelce (powiat świdnicki)
Strzelce (niem. Strehlitz) – wieś w Polsce położona w województwie dolnośląskim, w powiecie świdnickim, w gminie Marcinowice.

## Podział administracyjny
W latach 1975–1998 miejscowość należała administracyjnie do województwa wałbrzyskiego.

## Przystanek kolejowy
W miejscowości znajduje się stacja kolejowa Strzelce Świdnickie przy linii kolejowej nr 285.

## Historia
Pierwsza wzmianka o wsi pochodzi z 1193 r. – XII wieku w dokumencie papieża Celestyna III. Miejscowość została wymieniona w staropolskiej, zlatynizowanej formie Stelovo w łacińskim dokumencie wydanym w 1204 roku. W dokumencie z 1217 roku wydanym przez biskupa wrocławskiego Lorenza miejscowość wymieniona jest jako „Strelci”, a w 1222 roku Strelce.

## Zabytki
- kościół parafialny pod wezwaniem Wszystkich Świętych, gotycki z początku XIV wieku, XVII w. W prezbiterium i na ścianie łuku tęczowego polichromia al secco z ok. 1360 (restaurowana w 1963), która przedstawia Ostatnią Wieczerzę, oraz sceny z życia i śmierci Chrystusa. Jest to jeden z najlepiej zachowanych przykładów monumentalnego malarstwa gotyckiego na Dolnym Śląsku. W wyposażeniu barokowy ołtarz główny z końca XVII w., stacje Drogi Krzyżowej, gotyckie rzeźby Madonny, św. Barbary i św. Anny Samotrzeciej prawdopodobnie z końca XIV w[7].
- park pałacowy, z XVIII-XIX w.

inne obiekty:
- pałac, z drugiej połowy XIX w., obecnie siedziba Szkoły Podstawowej im. Krzysztofa Kamila Baczyńskiego, z odnowioną elewacją i dachem, Strzelce 2.

## Szlaki turystyczne
- Zielony:  Przełęcz Srebrna - Mikołajów - Brzeźnica - Grochowiec - Tarnów - Ząbkowice Śląskie - Zwrócona - Brodziszów - Skrzyżowanie pod Grzybowcem - Tatarski Okop - Gilów - Zamkowa Góra - Słupice - Przełęcz Słupicka - Przełęcz Tąpadła - Biała - Strzelce[8]